# Egnasia gilragalis
Egnasia gilragalis là một loài bướm đêm trong họ Noctuidae.